# Yêu tinh
Yêu tinh (tiếng Trung: 妖精 (yêu tinh), bính âm: Yāojing) là thuật ngữ thường xuất hiện trong ngôn ngữ của các nước thuộc vùng văn hóa Đông Á, cũng được gọi là Yōsei (妖精 (yêu tinh)) trong tiếng Nhật và Yojeong (요정 (Yêu tinh)) trong tiếng Hàn.

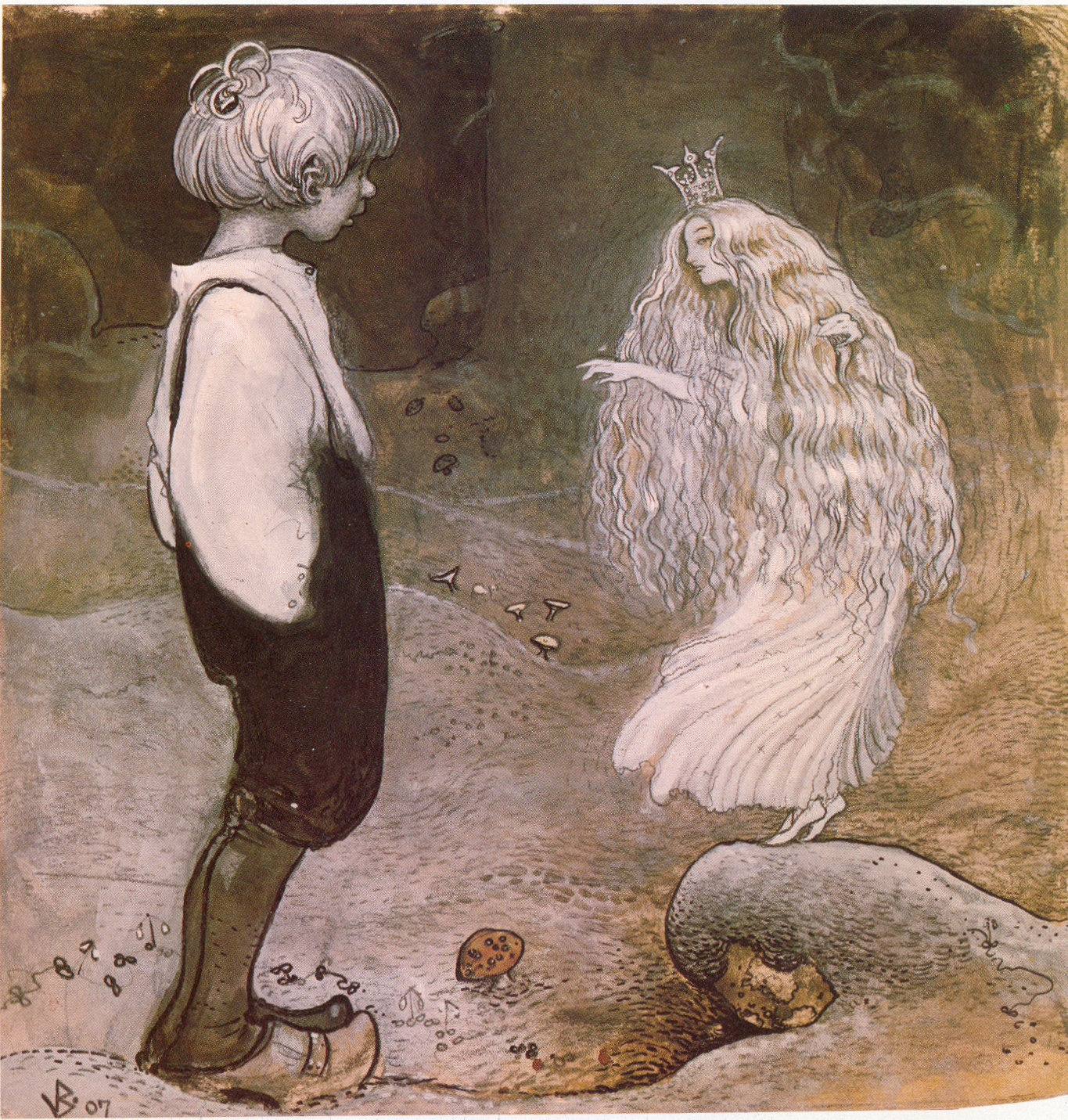
Truyện cổ tích của Alfred Smedberg.

Thuật ngữ này chỉ chung cho tất cả sinh vật phi nhân loại trong dân gian và thần thoại của các nước châu Âu như goblin, elf, orc, tiên nữ, tinh linh... đều có thể gọi chung là yêu tinh. Ngoài ra yêu tinh (yōsei) cũng ám chỉ một sinh vật trong văn hóa dân gian bản địa của Nhật Bản.

## Từ nguyên
Bắt nguồn từ thuật ngữ yêu quái (tiếng Trung: 妖怪, bính âm: yāoguài) dùng để chỉ những sinh vật quái dị trong dân gian, thần thoại các nước Đông Á, yêu tinh cũng có nghĩa tương đương với yêu quái nhưng đây là từ rất ít khi sử dụng. Sau khi văn hóa phương Tây trở nên phổ biến thế giới thì người ta dùng từ Yêu tinh (妖精) để chỉ những sinh vật này trong văn hóa phương Tây, còn Yêu quái dùng để chỉ trong văn hóa phương Đông.

## Sử dụng

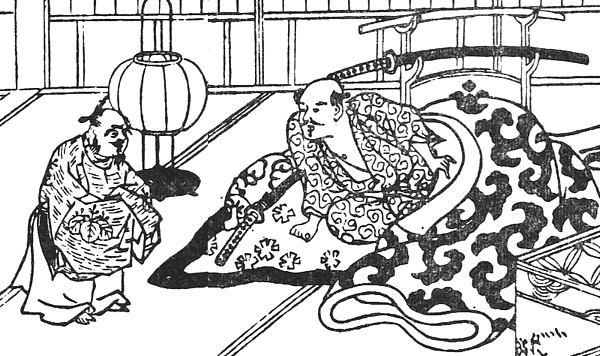
Các yêu tinh trong nhà Zashiki Warashi được mô tả là chỉ có vẻ ngoài của một đứa trẻ lên năm và rất nghịch ngợm.

### Nhật Bản
Trong văn hóa Nhật Bản hiện đại, thuật ngữ yōsei thường là bản của từ fairy trong tiếng Anh, nhưng nó cũng chỉ cho tất cả sinh vật kì lạ trong văn hóa châu Âu nói chung. Để tránh sự nhầm lẫn, thuật ngữ fearī (フェアリー) được sử dụng để chỉ rõ về các tiên nữ phương Tây.
Yōsei cũng có thể ám chỉ một sinh vật trong văn hóa dân gian bản địa của Nhật Bản. Theo một tín ngưỡng dân gian lâu đời ở Tỉnh Iwate, người ta từng lo sợ rằng yōsei có thể hồi sinh người chết. Cũng có lời đồn rằng người dân ở núi Hōrailà những yōsei không bao giờ làm chuyện ác nên trái tim của họ không bao giờ già đi.
Người Ainu cũng kể về một chủng tộc người nhỏ bé được gọi là Koro-pok-guru trong văn hóa dân gian của họ. Một sinh vật giống yōsei khác đến từ Nhật Bản là Kijimuna, đây là những tinh linh của rừng cây được kể trong tôn giáo của người Ryukyu ở Okinawa.

### Trung Quốc
Trong văn hóa truyền thống Trung Quốc, yêu tinh là tên gọi khác của yêu quái, một số loài có khuôn mặt gớm ghiếc và hành vi kỳ quặc. Một số thậm chí có thể làm hại con người hoặc mang lại thảm họa. Ngày nay, yêu tinh được sử dụng để chỉ cho những sinh vật trong thần thoại châu Âu.